# Necrópolis de la judería de Valladolid

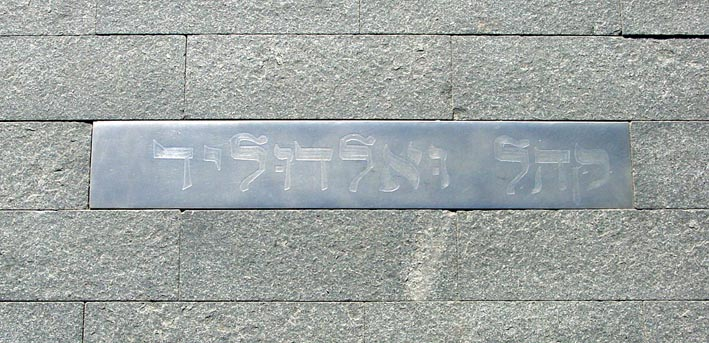
Una de las placas que da noticia de una tumba descubierta en el Paseo del Campo Grande

La necrópolis de la judería de Valladolid ocupa un amplio espacio conocido como «Paseo Central del Campo Grande» en la ciudad de Valladolid (España), que discurre paralelo entre la verja de dicho parque y la Acera de Recoletos; va desde la plaza de Zorrilla a la plaza de Colón. Este espacio urbano ha sido modificado y remodelado en el discurrir de los años y aunque siempre hubo una leve sospecha de que allí estuviera en su día el cementerio de la población judía de esta ciudad nunca se hicieron indagaciones profundas hasta el año 2002 en que el Ayuntamiento acometió las obras de todo el sector. En esta ocasión los trabajos estuvieron controlados siguiendo unas pautas arqueológicas que permitieron sacar a la luz el viejo cementerio judío. A partir del descubrimiento se intensificaron las búsquedas y se hicieron estudios exhaustivos ampliando la zona de las zanjas.

## Contexto histórico
El término «judería» se refiere al conjunto de edificios, calles, viviendas, tiendas, escuelas, sinagogas, etc. de una comunidad judía; este conjunto puede estar rodeado de una cerca o bien diseminado por la ciudad que habitan. Cuando el conjunto de juderías se unía para formar una organización y modo de vida tomaba el nombre de «aljama».
En Valladolid hubo dos juderías. La más antigua estaba situada intramuros, al suroeste de la población y muy cerca del alcázar. La convivencia con los judíos a lo largo de la Edad Media fue bastante buena hasta entrado el siglo XV en que empezó a deteriorarse. Estos judíos no estaban obligados a vivir rodeados por una cerca ni en barrios apartados. Ocupaban entre otras las calles de Cal del ilustre rey (calle del General Almirante), Cal de la Rúa (calle de Especería). 
Esta comunidad tuvo cerca de ocho sinagogas; la sinagoga mayor estaba cerca del alcázar. Ejercían oficios diversos como el de platero, sastre, carnicero, bordador, zapatero, barbero y muchos más.

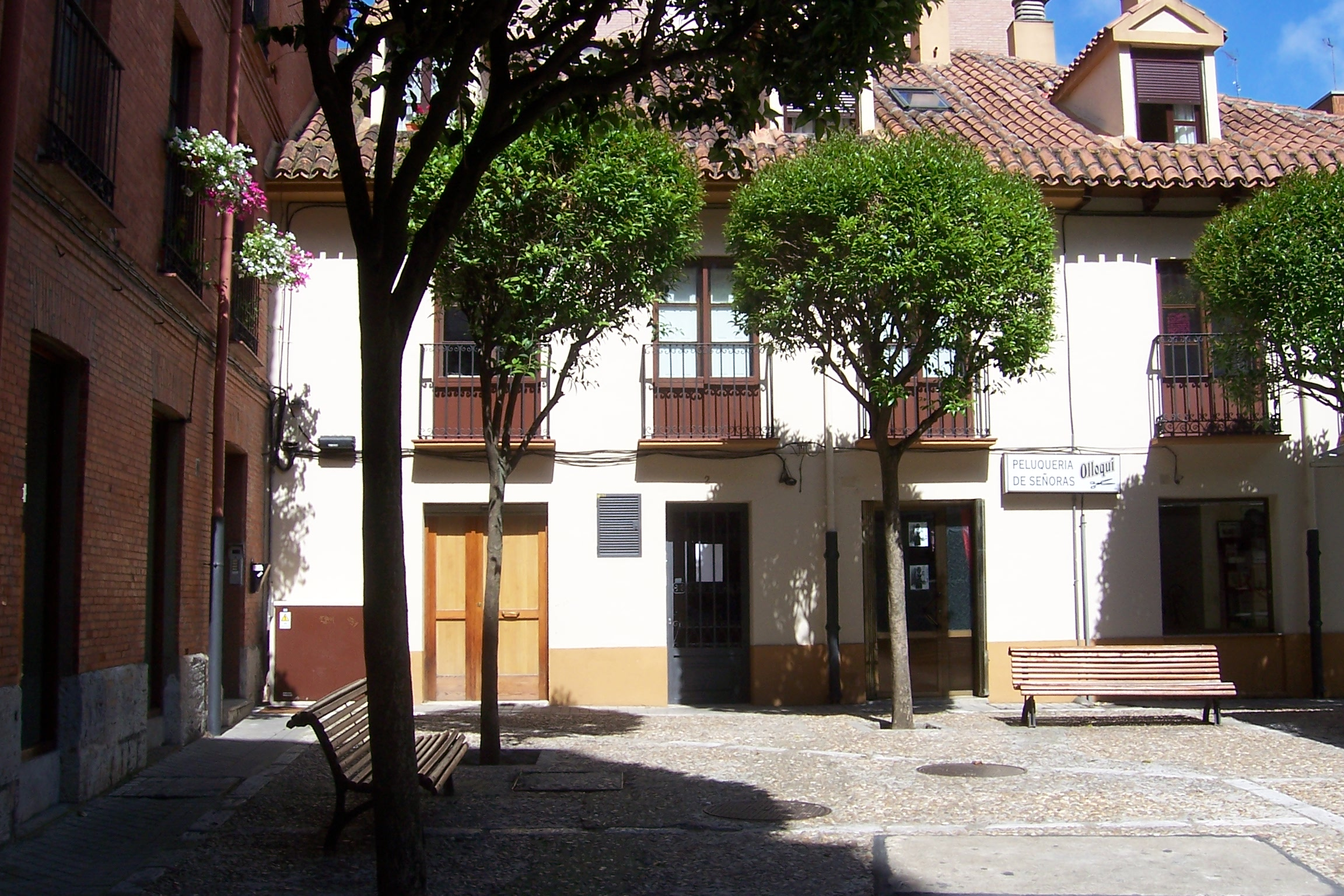
Plazuela de los ciegos, segunda judería

La primera judería se vio arrastrada junto con los conflictos políticos entre los reyes Pedro I de Castilla y su hermanastro Enrique II de Castilla. La guerra civil que se desencadenó no les favoreció nada entre otras cosas porque su defensor y protector era el rey Pedro que fue precisamente el perdedor. Como consecuencia de las revueltas y de la campaña antijudía liderada sobre todo por el propio Enrique de Trastamara y por Vicente Ferrer los judíos que quedaron en Valladolid se trasladaron el 2 de enero de 1412 al barrio del Puente Mayor. Para poder asentarse recurrieron a los dominicos del monasterio de San Pablo (en las proximidades del barrio) pidiendo que les arrendase una parcela de su gran huerta. Así nacieron las calles Sinagoga, Lecheras, Tahona, Moral, Espejo, Bodegones, plazuela de los Ciegos, de Carranza y del Pozo. Casi todas estas vías públicas existen en el siglo XXI aunque muchas han cambiado de nombre. Según los estudios del historiador hispanista Bartolomé Bennassar esta nueva judería contaba con treinta y seis casas, calles estrechas y pequeños corrales. Todo rodeado esta vez por una cerca.
A pesar de las ordenanzas y prohibiciones los judíos siguieron practicando su oficio de toda la vida y por tanto y siguieron teniendo un trato directo con la población cristiana. Pero la vida más o menos tranquila terminó repentinamente el 31 de marzo de 1492 al amparo del Decreto de la expulsión de todos los judíos del reino que no se convirtieran.
Aquellos que habían resistido en este nuevo barrio desde 1412 terminaron por vender sus casas y salieron de Valladolid dejando atrás muchos de sus enseres y sobre todo dejando a sus muertos enterrados en el cementerio «cerca de la Puerta del Campo». La parcela de enterramiento fue subastada y vendida en 25 000 maravedís y después desapareció por completo de la memoria colectiva. Los judíos aplicaban estrictamente a sus cementerios la fórmula damnatio memoriae pidiendo que se aprovechase el espacio para cualquier actividad que no recordase en absoluto que allí bajo tierra hubo un cementerio.
Sin embargo con el paso del tiempo y no porque hubiese memoria del hecho sino por causa de obras públicas necesarias en aquel suelo salieron a la luz algunos enterramientos a los que no se les dio demasiada importancia como para estudiarlos. A finales del siglo XVIII al hacer los hoyos para las plantaciones de los árboles fue cuando descubrieron algunas tumbas atribuyéndolas a asentamiento romano, un error histórico que no se subsanó hasta los hallazgos del año 2002.
La comunidad judía contaba con otro cementerio al que denominaban honsario de la Puente que se vendió en 11 500 maravedís.

### Los enterramientos
Desde el punto de vista arqueológico hay bastante escasez de estudios acerca de los cementerios judíos en todo el territorio español. Se conocen las costumbres de enterramiento, el rito y la tradición que aconsejaban que el cuerpo estuviera en contacto directo con la tierra para facilitar la descomposición. Pero los descubrimientos estudiados en este espacio de Valladolid han venido a demostrar que no siempre se llevaba a rajatabla pues han aparecido gran número de ataúdes como en cualquier cementerio cristiano. Esto se debe a que en muchos casos algunos miembros de la comunidad se adaptaban a las costumbres locales sin que ello supusiera una desobediencia a la religión. Entendían que dichos ritos respondían únicamente a los sentimientos o algún motivo práctico pero no era algo esencial ni de importancia como habría sido la ordenanza de trabajar en sábado; por mucho que las autoridades cristianas hubieran tratado de obligarles ellos se habrían resistido y no se habrían sometido. En cuanto a la colocación del cadáver la costumbre era decúbito supino con los brazos y las piernas extendidas. Los enterramientos no van acompañados de ajuar importante, tan solo a veces algún adorno personal como anillos, pendientes y collares.

## Arqueología y excavaciones
En el año 2002 el Ayuntamiento de Valladolid se dispuso a emprender una serie de reformas programadas desde tiempo atrás en el espacio conocido como Paseo Central del Campo Grande extensible a la zona cercana de la Acera de Recoletos.
Respecto a lo que pudiera guardar el subsuelo de esta gran franja no había sino sospechas sin documentación escrita directa salvo el apunte de la historiadora Adeline Rucquoi que en sus trabajos de investigación encontró un documento en el manuscrito 10 662 de la Biblioteca Nacional de Madrid. Este documento informa de manera escueta que el cementerio judío estaba al sur de la población y cerca de la Puerta del Campo cuyos terrenos fueron subastados y vendidos en 25 000 maravedíes.
Una vez empezadas las obras y a la vista de una serie de inhumaciones de un valor histórico incalculable se estableció una coordinación entre el Ayuntamiento y la Consejería de Educación y Cultura con el fin de llevar a cabo un seguimiento con metodología arqueológica. Según el estudio realizado por el Departamento de Anatomía Humana de la Facultad de Medicina de la Universidad de Valladolid, el estado de conservación de los huesos es muy parecido en todos ellos salvo en restos de personas de edad infantil en los que se aprecia una leve desmineralización. Cada esqueleto tiene su espacio particular de enterramiento salvo dos bolsas en que se descubrió una serie de huesos de adultos y niños junto con los de animales. El ajuar encontrado en el interior de las tumbas es escaso; se ha podido datar entre los siglos XII y XIV.

### Metodología empleada
Se hizo un estudio del pH del terreno que al ser alcalino contribuyó a la buena conservación de los huesos. Se estudiaron los esqueletos de forma individualizada y se hizo un inventario de los huesos. Siguió un estudio de la edad, del sexo y de la talla aplicando las tablas de Trotter y Gleser (1958) y los criterios científicos de Douglas H. Ubelaker (1978) y Shelley R. Saunders, Robert D. Hoppa y Rebecca Southern (1993).